# Pink
Alecia Beth Moore-Hart (nacida Alecia Beth Moore; Doylestown, Pensilvania, 8 de septiembre de 1979), conocida artísticamente como Pink (estilizado como P!nk), es una cantante, compositora, bailarina, acróbata y actriz estadounidense.
Saltó a la fama a principios de la década de 2000 al lanzar el sencillo «There You Go», de su primer álbum R&B, Can't Take Me Home, en abril de 2000, a través de LaFace Records. Su segundo álbum orientado al pop rock, Missundaztood, el cual inició un marcado cambio en el sonido de su música, fue lanzado en noviembre de 2001 con los sencillos top 10: «Get the Party Started», «Don't Let Me Get Me», «Just Like a Pill» y «Family Portrait». P!nk lanzó su tercer álbum, Try This, en noviembre de 2003, el cual vendió 3 millones de copias y ganó un Grammy por mejor interpretación vocal rock femenina por el sencillo «Trouble». Lanzó su cuarto álbum de estudio I'm Not Dead en abril de 2006, con éxitos como: «Stupid Girls», «U + Ur Hand» y «Who Knew», estos últimos llegaron al número 1 en los charts pop. Su quinto álbum, Funhouse, fue lanzado en octubre de 2008 y fue precedido por el sencillo número 1 del Billboard Hot 100 titulado «So What». El disco alcanzó otros tres top veinte: «Sober», «Please Don't Leave Me» y «Glitter in the Air», además de una exitosa gira mundial. 
Greatest Hits... So Far!!! fue lanzado en noviembre de 2010, un álbum de grandes éxitos junto a los sencillos «Raise Your Glass» y «Fuckin' Perfect». Para septiembre de 2012, lanza su sexto álbum de estudio The Truth About Love, ubicándose en el primer lugar de la lista Billboard 200, a finales de año había vendido cerca de 2 millones de copias mundialmente. En 2014, Pink grabó un álbum en colaboración con el cantante canadiense Dallas Green, bajo el nombre del dúo You+Me, titulado Rose Ave. En 2017 lanzó su séptimo álbum de estudio titulado Beautiful Trauma, convirtiéndose en el tercer álbum más vendido del año mundialmente con 1.8 millones de copias.
Reconocida por su voz distintiva, áspera y su presencia acrobática en el escenario, fue considerada por Billboard como la decimotercera en la lista de artistas más influyentes de la década 2000 y la artista número 1 de canciones pop de esa década. P!nk ha vendido 50 millones de discos y 75 millones de sencillos alrededor del mundo, convirtiéndola en una de las cantantes con mayores ventas. Ha marcado quince top 10 en el Billboard Hot 100 en Estados Unidos, incluyendo once como artista en solitario, y ha ganado tres Premios Grammy, seis MTV Video Music Awards y dos Brit Awards. Pink fue también la segunda artista solista más tocada en el Reino Unido, durante la década de 2000, detrás de Madonna. VH1 la colocó en el décimo puesto en su lista de las 100 mejores mujeres en la música, mientras que Billboard le otorgó el premio a la mujer del año en 2013. En la 63.ª edición anual de Premios BMI Pop, recibió el premio BMI President por "sus logros sobresalientes en la composición de canciones" y el impacto global en la cultura pop y la industria del entretenimiento.

## Biografía

### 1979-1999: primeros años e inicios de su carrera
Alecia Beth Moore nació en Doylestown, Pensilvania, hija de Judith Moore (nacida Judith Kugel), una enfermera, y Jim Moore un veterano de Vietnam. Su padre es católico y su madre es judía, y sus antepasados emigraron de Irlanda, Alemania y Lituania. P!nk creció en Doylestown, donde asistió a la Kutz Elementary School, Lenape Middle School, y a Central Bucks West High School. Su padre tocaba guitarra y cantaba canciones para ella, y desde una edad temprana ella aspiraba a ser una estrella de rock. P!nk tiene un hermano, Jason Moore (nacido en 1977). En la escuela secundaria, Moore se unió a su primera banda, Middleground, la banda doblada al perder una batalla de bandas de la competencia.
Alecia Moore desarrolló su voz a temprana edad. Aunque fue una bebé sana al nacer, desarrolló rápidamente el asma a través de sus primeros años. Cuando era una adolescente, escribió las letras como una salida para sus sentimientos, y su madre comentó: "Sus escritos iniciales fueron siempre muy introspectivos. Parte de ella era muy negra y muy profunda, casi preocupante."
Comenzó a actuar en clubes de Filadelfia cuando tenía 14 años de edad, y pasó por fases como un skater, hip-hopper y gimnasta. Consumió drogas desde muy temprana edad, diciendo que incluso llegó a probar la heroína.  A los 16, junto con otros dos adolescentes, que formaron el grupo de R&B, Choice. Llegaron a un acuerdo con L.A. Reid y trabajaron con diferentes productores durante dos años, nunca lanzaron un disco, antes de que Reid estuviera convencido de lanzar a P!nk en solitario. Su nombre artístico "P!nk" surgió del personaje interpretado por el actor Steve Buscemi (Mr. Pink) en la película Reservoir Dogs.
En 1995, a los dieciséis, se incorporó a la directiva de R&B, en Atlanta, basado en el trío nombrado "Choice", que incluía a Chrissy Conway, la niña del grupo cristiano ZOEgirl y Flanagan Sharon. Una copia de su primera canción, "Key to My Heart", fue enviada a LaFace Records en Atlanta, Georgia, donde se escuchó a L.A. Reid y organizó el grupo para volar allí para que él pudiera verlos actuar. Después de esto, les firmó un contrato de grabación, porque las chicas eran menores de 18 años, sus padres tuvieron que firmar conjuntamente el contrato. El grupo se mudó a Atlanta y grabó un álbum, y "Key to My Heart" apareció en la banda sonora de la película "Kazaam" (1996) del mismo nombre. El grupo se disolvió en 1998.
El debut de P!nk como solista, en la pista de baile «Gonna Make Ya Move (No Stop)», fue lanzado en el Reino Unido en 1998 por Activ Records y apareció en el "UK Top 200".

### 2000-2002:Can't Take Me HomeyM!ssundaztood
Pink firmó un contrato discográfico con la compañía LaFace Records divisa empresarial de Sony BMG Music Entertainment y en 1999 empezó a grabar y coproducir su álbum debut, Can't Take Me Home con Babyface y Steve Ritmo, y fue lanzado en abril de 2000. El álbum alcanzó el puesto 26 en U.S. Billboard 200 y el 23 en U.S. Billboard Top R&B/Hip-Hop Albums donde la certificaron doble platino en los Estados Unidos tras vender más de 2 400 000. Sus sencillos «There You Go» y «Most Girl» alcanzaron el número 1 en Australia. El tercer sencillo del álbum, «You Make Me Sick», se convirtió en un pequeño top cuarenta en Estados Unidos y en Reino Unido Top 10 a principios de 2001 donde fue destacado en la película Save the Dance. P!nk más tarde reconoció, en relación con Can't Take Me Home, que optó por renunciar al control creativo de su sello discográfico. Finalmente el álbum vendió más de 4 millones a nivel internacional. La canción «Split Personality» fue incluida en la película The Princess Diaries.
En marzo de 2001, participó en la banda sonora de la película Moulin Rouge! con el tema «Lady Marmalade» junto a Christina Aguilera, Lil' Kim y Mya, consiguieron más de 7 millones vendidos por todo el mundo alcanzando el primer puesto de las listas de ventas de medio mundo. Producido por los productores de hip-hop Missy Elliott y Rockwilder, la canción encabezó las listas en países como Nueva Zelanda, el Reino Unido, Australia y Estados Unidos, donde se convirtió en el más exitoso Airplay-solo sencillo en la historia. El éxito del sencillo fue ayudado por su vídeo musical, que fue popular en los canales de música y ganó el premio MTV por Vídeo del Año. La canción ganó un premio Grammy, el primero de P!nk, como mejor colaboración pop vocal, y proporcionó un impulso para las carreras de los cuatro artistas. En una entrevista de VH1, P!nk dijo que ella tuvo que luchar con el administrador de Christina Aguilera para cantar las partes altas de la canción.

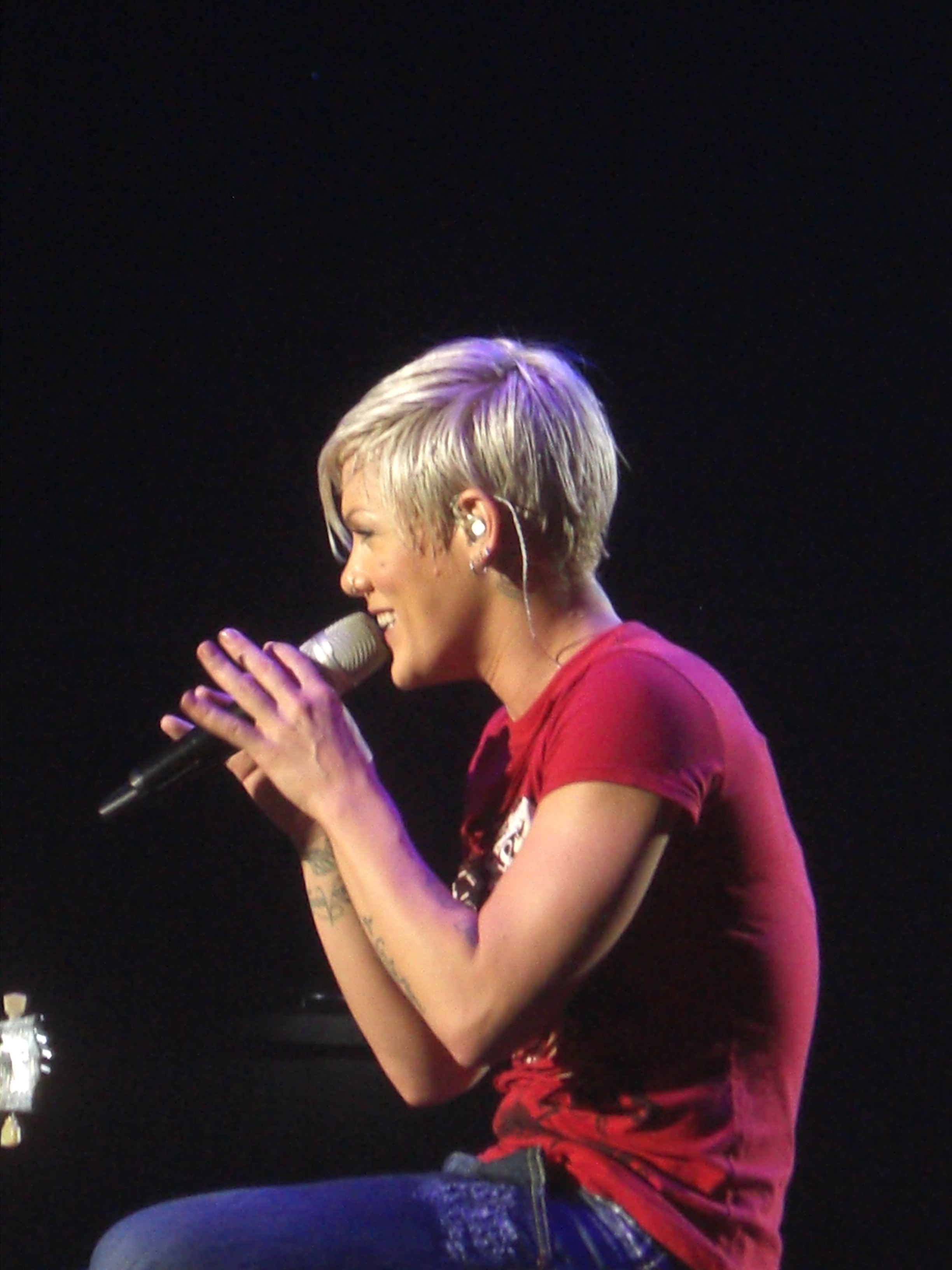
Pink durante su presentación en el Wiener Stadthalle en Viena, Austria.

Cansada de ser comercializada como otra estrella más del pop y deseosa de convertirse en una gran cantautora y música, P!nk tomó su sonido en una nueva dirección y pidió más control creativo durante la grabación de su segundo álbum. Firmó con Arista Records, también una división empresarial de Sony BMG Music Entertainment, ella contrató al exvocalista de 4 Non Blondes, Linda Perry. Perry coescribió y coprodujo el álbum con Dallas Austin y Scott Storch, y de acuerdo con VH1 Driven, Antonio "L.A." Reid de LaFace Records inicialmente no se contentaba con la nueva música que P!nk estaba haciendo. El álbum se tituló Missundaztood debido a la creencia de Pink de que la gente tenía una imagen equivocada de ella.
El álbum, llamado M!ssundaztood salió el 21 de noviembre de 2001 en Estados Unidos y a nivel internacional en el 2002. Su primer sencillo, «Get the Party Started», escrito y producido por Perry, sencillo que se posicionó en el primer puesto de varios países europeos, Estados Unidos y Australia. En el 2002, en los MTV Video Music Awards, el vídeo musical ganó en las categorías de mejor vídeo femenino y mejor video dance. Los sencillos siguientes fueron: «Don't Let Me Get Me», «Just Like a Pill» y «Family Portrait» también en la radio fueron un gran éxito, con «Just Like a Pill» P!nk tuvo su primer número 1 en el Reino Unido. Los sencillos fueron importantes éxitos en adultos, Top 40 de radio, y «Family Portrait» se convirtió en un tema musical para muchos niños cuyos padres están divorciados (de acuerdo con el MTV Diary).
Gracias al tema «Lady Marmalade» donde se dio a conocer a nivel mundial y los sencillos de M!ssundaztood el álbum alcanzó los 5 400 000 de discos vendidos en Estados Unidos, recibiendo certificación de 5x Platino. En Europa vendió 3 millones de copias y fue certificado con tres platinos, en Reino Unido se posicionó en el segundo puesto como mejor álbum de ventas durante el año 2002 con cinco discos de platino y 1 800 000 de discos vendidos. Así mismo se convirtió en la artista femenina a nivel mundial que más discos vendidos durante todo el año alcanzando los 13 millones de ventas. M!ssundaztood y «Get the Party Started» obtuvieron nominaciones a los Premios Grammy en 2003 al mejor álbum pop vocal femenino y mejor interpretación femenina vocal pop, respectivamente.

### 2003-2005:Try Thisy transición musical
A mediados de 2003, Pink hizo una contribución con la canción «Feel Good Time» a la banda sonora de la película Los Ángeles de Charlie: Al límite, en la que había un cameo como una promotora de carreras de cross. El tema fue coescrito por el cantante Beck, producido por el músico de electrónica William Orbit y basado en la canción «Basura fresca» de la banda Espíritu. Se convirtió en el primer sencillo de P!nk en no entrar al top 40 del Billboard Hot 100, si bien fue un éxito en Europa y Australia. Durante el mismo período, una canción coescrita con Damon Elliott fue lanzada en Moodring álbum de Mya.
«Feel Good Time» fue incluido en las ediciones internacionales del tercer álbum de la cantante titulado Try This, que fue lanzado el 11 de noviembre de 2003. Ocho de las trece pistas fueron coescritas por Tim Armstrong de la banda Rancid, y Linda Perry apareció en el álbum como escritor y músico. Aunque el álbum llegó a las diez primeras posiciones en las carteleras de álbumes más vendidos en los Estados Unidos, Canadá, el Reino Unido y Australia, en EE. UU. vendió más de 700 000 discos y obtuvo disco de platino, el álbum vendió más de 3 millones de copias en todo el mundo, considerándolo un fracaso comercial en comparación con su predecesor. Los sencillos «Trouble» y «God is a DJ» no llegaron al top cuarenta en los Estados Unidos, pero fue top 10 en otros países, y «Last to Know» fue lanzado como sencillo fuera de América del Norte.
«Trouble» hizo ganar a Pink su segundo premio Grammy (como mejor interpretación femenina vocal rock) en 2004, y «Feel Good Time» fue nominada en la categoría de mejor colaboración pop con vocales. P!nk recorrió varios países del mundo por primera vez con su "Try This Tour", recorriendo Europa y Australia, donde el disco fue mejor recibido. Grabó un DVD llamado Pink: Live in Europe lanzado en 2005. La cantante, en 2005, tomó un descanso para escribir las canciones de su siguiente álbum, trabajando con los productores Max Martin, Billymann, Cristóbal Rojas, Butch Walker, Lukasz Gottwald y Josh Abraham. En 2005 colaboró con Lisa Marie Presley en la pista «Shine», de su segundo álbum, Now What.

### 2006-2007:I'm Not DeadyPink Box

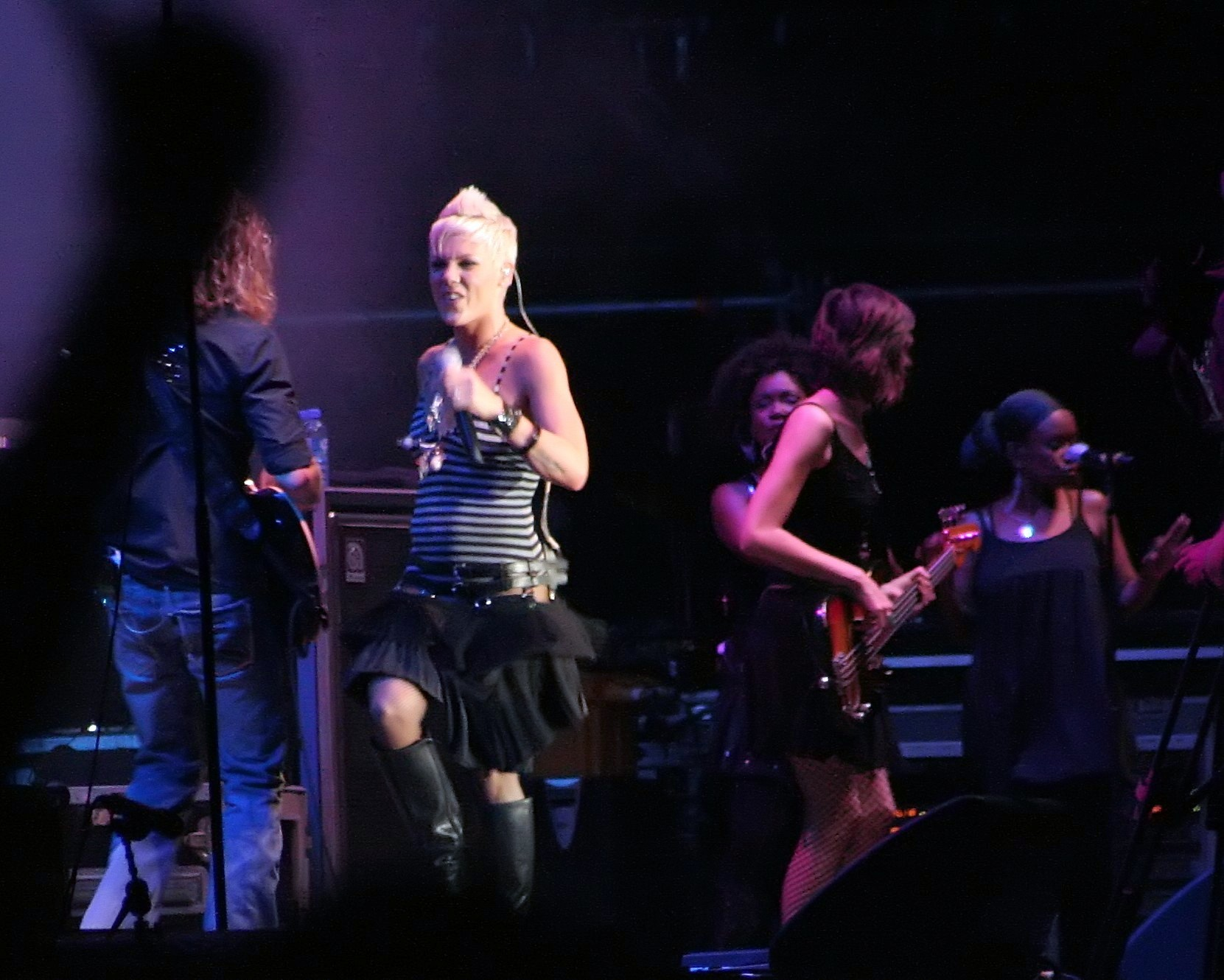
Pink durante su gira "I'm Not Dead Tour" en 2007.

P!nk tomó un descanso para escribir las canciones para su cuarto álbum, I'm Not Dead, del que dijo que lo tituló así porque "se trata de estar viva y luchadora y no sentarse y callar a pesar de que la gente le gustaría estar". Trabajó con los productores Max Martin, Billy Mann, Christopher Rojas, Butch Walker, Lukasz Gottwald y Josh Abraham en el álbum. La publicación del álbum fue en abril de 2006 a través de LaFace Records fue un éxito considerable en todo el mundo, particularmente en Australia. El álbum alcanzó el top 10 en los Estados Unidos, top 5 en el Reino Unido, el número uno en Alemania y en Australia, en este último mantuvo dicha posición durante dos semanas no consecutivas. A pesar de ser considerado el álbum con menos ventas de Pink en los Estados Unidos el álbum clasificó en el puesto 96 del Billboard 200 en el año 2007.
El primer sencillo «Stupid Girls» fue el mayor éxito de Pink en los Estados Unidos desde 2002 y obtuvo una nominación al premio Grammy por mejor interpretación vocal pop femenina. Su vídeo musical, en el que parodia celebridades como Lindsay Lohan, Jessica Simpson, Mary-Kate Olsen, y Paris Hilton, ganó el MTV Video Music Award al mejor vídeo pop. Los sencillos posteriores «Who Knew» y «U + Ur Hand» fueron éxitos importantes en Australia y Europa, y más tarde se convirtieron en sencillos top 10 en los Estados Unidos en 2007. Los sencillos no estadounidenses fueron «Nobody Knows», el cual tuvo un éxito menor en el Reino Unido, Australia y Alemania; «Dear Mr. President», una carta abierta al presidente George W. Bush (con las Indigo Girls) el cual logró el número 1 en Bélgica, ingresó en el top 5 en Alemania, Australia y otros países, «Leave Me Alone (I'm Lonely)», logró ingresar al top 40 en Reino Unido y en el top 5 de Australia, y «'Cuz I Can».
El álbum ha vendido más de 1 3 millones de copias en los Estados Unidos, más de 700 000 en Australia, y en todo el mundo 6 millones. Demostrando ser muy popular en Australia, con 6 sencillos en el top 5 y un récord de 62 semanas en el top 10, y hasta ahora el álbum ha ido 10 veces platino. En junio de 2008, el álbum I'm Not Dead regresó a las listas ARIA australianas top 50 y allí permaneció hasta noviembre de 2009. En junio de 2009, el álbum volvió una vez más a la lista australiana de los diez mejores álbumes en su semana ciento cuarenta y dos en los cincuenta mejores nacionales ingresando nuevamente en el número 10 en la parte posterior de su gigantesca gira "Funhouse Tour", y a partir de 2010, ha pasado 162 semanas en el top 50 de la lista de ARIA.
En apoyo del álbum, Pink se embarcó en el mundo con su "I'm Not Dead Tour" de junio de 2006 a diciembre de 2007, la venta de entradas en Australia fueron especialmente elevadas, vendió aproximadamente 307 000 entradas en Australia, dándole el récord de asistencia de una gira realizado por una artista femenina. Uno de los espectáculos de Londres en la gira fue grabado y lanzado como un DVD, Pink: Live from Wembley Arena, donde cantó «¿What's Up?» de Linda Perry. En 2006, P!nk fue elegida para cantar el tema musical para la NBC Sunday Night Football, «Waiting All The Day For Sunday Night», que es una versión de «I Hate Myself for Lovin 'You» de Joan Jett. Ella contribuyó con una cobertura de Rufus «Tell Me Something Good» a la banda sonora de la película Happy Feet, y prestó su nombre a PlayStation para promover la PSP, una edición especial de color rosa, que fue lanzada.
P!nk colaboró con otros artistas en 2006 y 2007, cuando abrió para la gira FutureSex/LoveShow del cantante Justin Timberlake. Ella cantó en el álbum Indigo Girls a pesar de nuestras diferencias. Ella apareció en la canción de India Arie titulada «I Am Not My Hair» de la película de Lifetime Televisión Why I Wore Lipstick to My Mastectomy. Escribió la canción «I Will» para el tercer álbum de Natalia Druyts, Everything and More, el tema «Outside of You», canción que coescribió, y que fue grabada por la cantante de dance-pop Hilary Duff y puesto en libertad en su álbum, Dignity en 2007. P!nk grabó una canción con Annie Lennox y 22 artistas femeninas para en el cuarto álbum de estudio de Lennox en solitario, Songs of Mass Destruction, titulada «Sing», fue escrita como un himno para el VIH/sida, según el sitio web de Lennox. En diciembre de 2007, lanzó en Australia una edición especial Pink Box, que comprende sus álbumes del segundo al cuarto y el DVD Pink: Live in Europe. Alcanzó el top veinte en la listas de álbumes y fue certificado oro, vendiendo más de 35 000 unidades.

### 2008-2011:FunhouseyGreatest Hits... So Far!!!

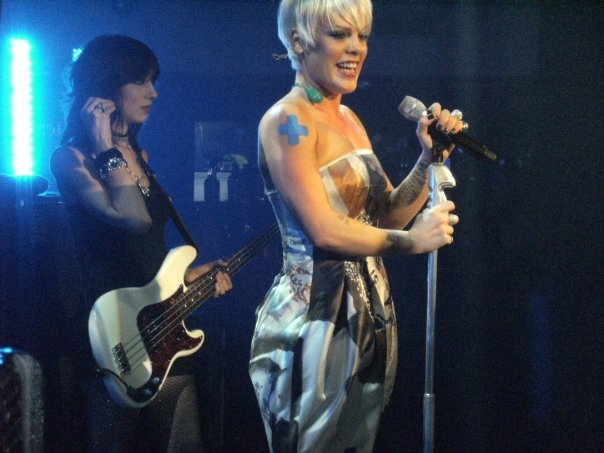
Pink en concierto en Londres, 2008.

El 7 de agosto de 2008, el sencillo «So What» fue filtrado en Internet, y emisoras de radio en Australia se apresuraron a darle una reproducción masiva. En menos de 6 horas del sencillo infiltrado, fue votado como número uno en Nova 100 Melbourne y disparó al número uno en The Today Network radio nacional Hot30. También disparó directamente al número 1 en la página oficial de iTunes en Australia y Reino Unido con descarga única. El 22 de agosto, P!nk anunció una nueva canción titulada «Crystal Ball». El 18 de septiembre de 2008, «So What» se convirtió en el primer sencillo número uno de su carrera en el Billboard Hot 100.
P!nk fue la invitada de honor en los Premios ARIA en Sídney, Australia, en octubre de 2008, donde cantó «So What». El 3 de noviembre de 2008, Funhouse, debutó en el número uno en las listas de ARIA, certificó once veces discos de platino y con 86 000 unidades vendidas en su primera semana. Su "Funhouse Tour" agotó todas las fechas en Australia, y se realizaron un total de 58 espectáculos en todo el país entre mayo y agosto de 2009, con una presencia de 600 000 aficionados australianos. El Tour comenzó en Francia el 24 de febrero y siguió por Europa hasta mediados de mayo, con la banda Raygun como acto de apertura.
El 23 de noviembre de 2008, P!nk lanzó su segundo sencillo, «Sober» en los Premios American Music. El tercer sencillo fue «Please Don't Leave Me», con un vídeo dirigido por Dave Meyers. El cuarto sencillo del álbum fue «Funhouse», «Bad Influence» fue lanzado en Australia como sencillo promocional de la gira.
En mayo de 2009, Pink lanzó una edición exclusiva que contenía cuatro de sus álbumes Can't Take Me Home/ Missundaztood/Try This/I'm Not Dead. Funhouse alcanzó el puesto número 7 en la lista de álbumes en Reino Unido. En 2009, Pink participó en película documental titulada The People Speak que utiliza representaciones dramáticas y musicales de las cartas, diarios y discursos diarios de los estadounidenses, basada en La otra historia de los Estados Unidos del historiador Howard Zinn.

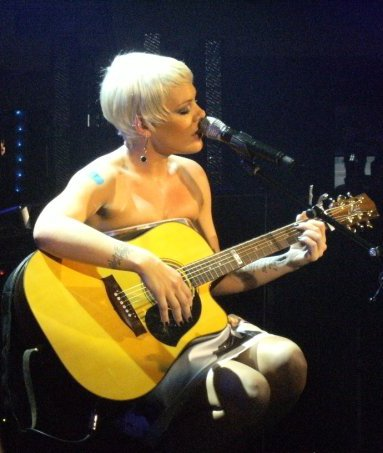
P!nk en el Funhouse Tour, 2009.

El 13 de septiembre de 2009, P!nk cantó «Sober» realizando acrobacias en un trapecio en los MTV Video Music Awards, en la que fue nominada a mejor vídeo femenino. El 31 de enero de 2010, P!nk hizo otro acto de trapecio en forma de sedas aéreas en los Premios Grammy, esta vez interpretando la canción «Glitter in the Air» quinto sencillo de su álbum. Recibió una ovación de pie. En 2013 fue considerada por Billboard como una de las 10 mejores presentaciones en Grammy de 2000 a 2013, encabezando la lista. Dicha canción fue lanzada posteriormente como sencillo. La música de Pink fue el tema en el episodio de Australian Idol el 4 de octubre de 2009. P!nk colaboró en la adaptación del sencillo benéfico de 1985, «We Are the World 25 for Haiti». Se anunció entonces que Pink colaboraría con Herbie Hancock para su álbum titulado The Imagine Project, en la que cantó una nueva grabación de Peter Gabriel «Don't Give Up», con John Legend. P!nk apareció en una pista titulada «Won't Back Down» para el álbum de 2010, Recovery de Eminem quien ha explicado que incluyó a P!nk porque "sentía que sería romper este álbum".
El 15 de julio de 2010, P!nk cayó durante una de sus trucos aéreos durante un concierto en Núremberg, Alemania, donde cayó de un arnés que se suponía que debía llevarla a través de la multitud. Ella fue llevada fuera del escenario y llevado a un hospital local, pero no resultó herida de gravedad. Se vendieron un total de 3 000 000 entradas para los conciertos en su gira mundial 2009-2010, de acuerdo con una declaración del promotor de la gira por Reino Unido, Marshall Arts.
El 16 de noviembre de 2010 lanzó Greatest Hits... So Far! su primer álbum recopilatorio. El álbum contiene 18 temas que abarcan toda su carrera incluyendo «Raise Your Glass» y «Fuckin' Perfect» como sencillos, además una nueva canción. Se lanzó una edición estándar, así como un CD/DVD de edición de lujo. El DVD incluye muchos de sus éxitos, así como algunos videos en vivo. El primer sencillo «Raise Your Glass» fue lanzado a la radio el 4 de octubre, días después, fue lanzado a la venta en descarga digital en los Estados Unidos. El sencillo alcanzó el primer puesto del Billboard Hot 100. El vídeo fue dirigido por Dave Meyers. Fue interpretado en los American Music Awards el 21 de noviembre de 2010. A inicios de 2011 lanzó un segundo sencillo «Fuckin' Perfect» junto con un vídeo musical que la llevó al top 10 en varios países incluyendo el segundo puesto del Billboard Hot 100 en Estados Unidos. y alcanzó el número uno en Alemania. El vídeo musical fue nominado a mejor mensaje en los MTV Video Music Awards en 2011.
Pink dio voz al personaje Gloria en Happy Feet Two, estrenada el 28 de noviembre en los Estados Unidos. Además interpretó la canción «Bridge of Light» para la banda sonora de la película.

### 2010-2015:The Truth About Lovey dúoYou + Me
Anteriormente, Pink reveló para una entrevista con MTV, que lanzaría su sexto álbum de estudio, en un futuro cercano.
```

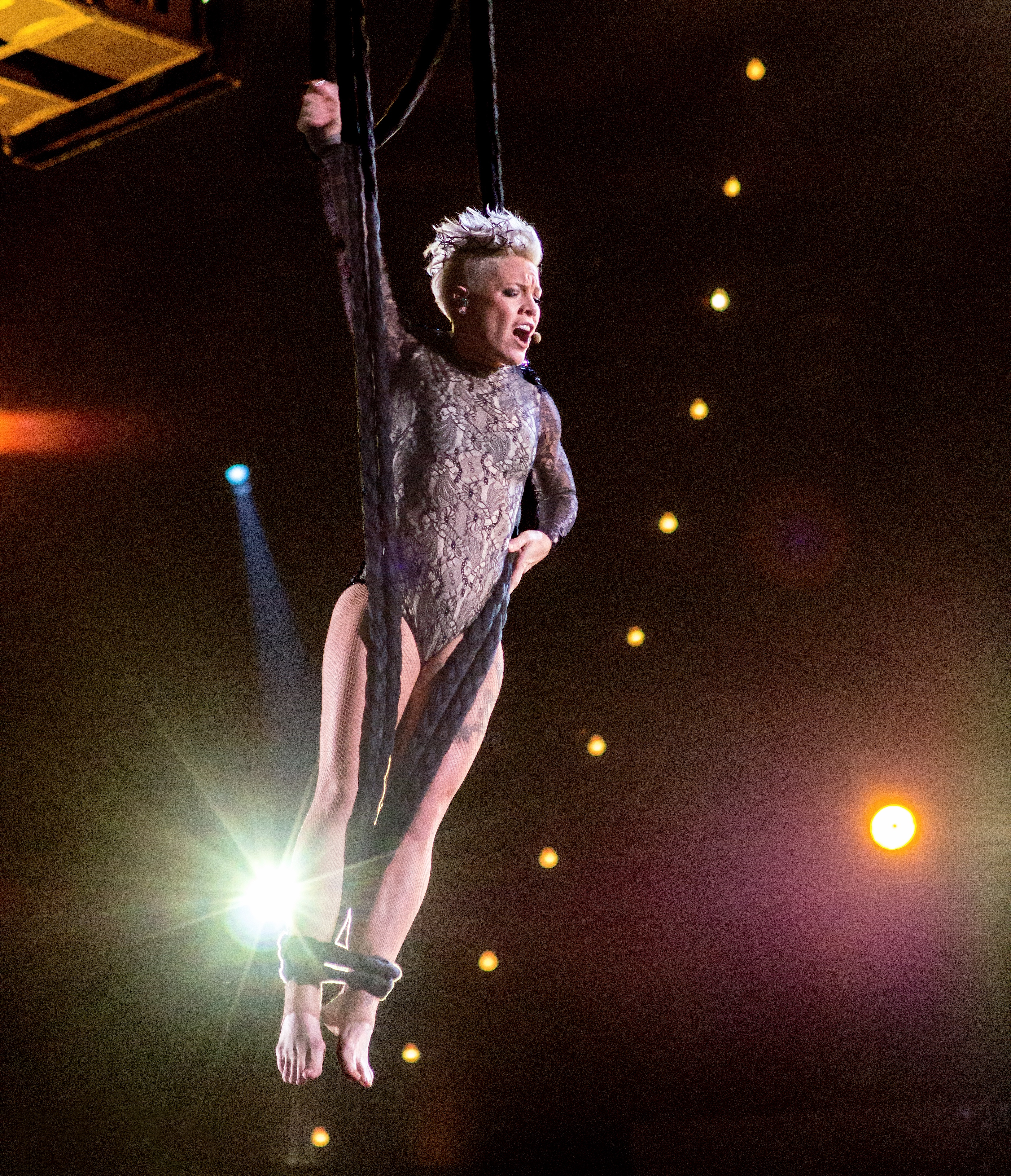
Pink durante su presentación en los Premios Grammy en 2014.

The singer recorded the album premiered the promotional singles from January 2010 to September 2012 En entrevista con la revista 
US Magazine
 declaró que tan pronto como su bebé (la cual nació el 2 de junio de 2011) dijese "mamá" ella volvería al ruedo y que le interesaría grabar un álbum 
acústico
 
rock
, expresando:
```

Quiero hacer un disco que no sea comercial en términos radiales, más similar a esa actuación que tuve en los Grammy... siempre bromeo que mi artista favorita de los 60 y 70 nunca habría conseguido que pongan su música en la radio hoy en día: Janis Joplin. Probablemente nunca habrías oído «Summertime» en la radio. Si no dura tres minutos y medio, no la tocan. Así que cuando digo no comercial en términos de radio, estoy siendo vaga. Solo quiero ponerme a escribir. Quiero grabar un disco acústico de rock, algo que siempre he querido hacer desde niña... Quiero ir a todos lados, escribir canciones, juntar un cuerpo de trabajo y reunir los músicos para grabar un disco como se hacía en el pasado.
P!nk

El 7 de octubre de 2011, RCA Music Group anunció que iba a disolver el sello Jive Records, junto con Arista Records y J Records. Con el cierre, Pink y todos los demás artistas firmados anteriormente, lanzarían su material en el futuro con la marca RCA Records. En 2011, Joe Riccitelli, un ejecutivo de RCA, anunció que Pink se estaba preparando para entrar en el estudio para grabar su sexto álbum de estudio, previsto a estrenarse en 2012. El 29 de febrero de 2012, Pink confirmó en Twitter que se encontraba en el proceso de composición de su nuevo disco.
Finalmente, el 19 de junio anuncia a través de su cuenta en Twitter su nuevo sencillo, «Blow Me (One Last Kiss)» el cual fue lanzado el 2 de julio en su web oficial y un día después en descarga digital. El 6 de septiembre de 2017 se presentó por cuarta vez en los MTV Video Music Awards haciendo un mash-up entre el nuevo sencillo y su clásico «Get the Party Started». El 18 de septiembre se lanzó a la venta su sexto álbum de estudio titulado The Truth About Love, ubicándose en el primer lugar del Billboard 200 en Estados Unidos. Posteriormente continuó con la promoción del álbum en su país natal en presentaciones en los festivales musicales iTunes Festival y "iHeartRadio" y para octubre se embarcó en una pequeña gira de promoción por Australia a su vez promocionando el segundo sencillo «Try». Este fue presentado en los American Music Awards en noviembre, elogiando la habilidad vocal de P!nk al hacer piruetas. En diciembre comenzó la promoción de su álbum en Europa donde se presentó en el festival "Jingle Bell Ball" y en algunos programas de televisión, ese mes el álbum fue nominado a mejor álbum pop vocal en la edición número 55 de los Premios Grammy, llevados a cabo el 10 de febrero de 2013. Durante 2012, The Truth About Love vendió 945 000 copias en Estados Unidos, donde fue el décimo segundo álbum más vendido del año, según Nielsen SoundScan. El álbum contó con cuatro sencillos, «Blow Me (One Last Kiss)», «Try», «Just Give Me a Reason» y «True Love». P!nk se embarcó en una gira mundial "The Truth About Love Tour" a lo largo del año 2013.
Billboard la nombró mujer del año. En diciembre, Billboard nombró a "The Truth About Love Tour" el tercer tour mejor vendido del año con 147 9 millones de dólares en entradas vendidas; solo por detrás de Bon Jovi y Michael Jackson: "The Immortal World Tour". Además en la lista anual de Billboard, Pink quedó en la sexta posición de la lista top artista de 2013, logrando además las mejores posiciones de su carrera en la lista anual con su álbum y canciones; con «Just Give Me a Reason» se ubicó en el séptimo puesto del Billboard Hot 100 y The Truth About Love en el puesto ocho del Billboard 200. En Australia, Pink ha tenido un álbum posicionado en el primer o segundo puesto de la lista anual de ARIA desde hace 6 de 7 años al colocarse con The Truth About Love en el top del chart por dos años consecutivos. Se convirtió en la novena artista en recaudación del año 2013, con $20 072 072.32 ganados.
En septiembre de 2014 se anunció que Pink junto al cantante Dallas Green, vocalista de City and Colour, trabajaron juntos en un álbum en colaboración bajo el nombre You+Me. El álbum titulado Rose ave., lanzado a la venta el 14 de octubre de 2014. El álbum debutó en el cuarto puesto del Billboard 200 y en el número uno de la lista Folk Albums de Billboard en Estados Unidos.
En agosto de 2015, Pink grabó el tema de apertura de la temporada 13 del programa The Ellen DeGeneres Show. La canción «Today's the Day», fue interpretada durante la premier del show en Nueva York el 10 de septiembre de 2015.

### 2014-2019:Beautiful TraumayHurts 2B Human
En febrero de 2016 se anunció que la cantante realizaría una versión de la canción de los Beatles «Lucy in the Sky with Diamonds», para la serie original de Netflix Beat Bugs. En el mismo mes, se anunció que también realizaría una versión de la canción «White Rabbit» para la película Alicia a través del espejo, finalmente se reveló en abril que Pink interpretaría el tema «[Just like Fire» para la banda sonora de dicha película. En Australia, alcanzó el top de la lista de ARIA. En julio del mismo año, se anunció que la cantante compuso un tema para la cantante Celine Dion llamado «Recovering». Además Pink colaboró con el cantante de música country Kenny Chesney en el sencillo «Setting the World on Fire» lanzado el 1 de agosto de 2016. El 10 de marzo de 2017, Pink trabajó junto con el DJ Stargate y la cantante Sia en el sencillo debut de Stargate titulado «Waterfall».

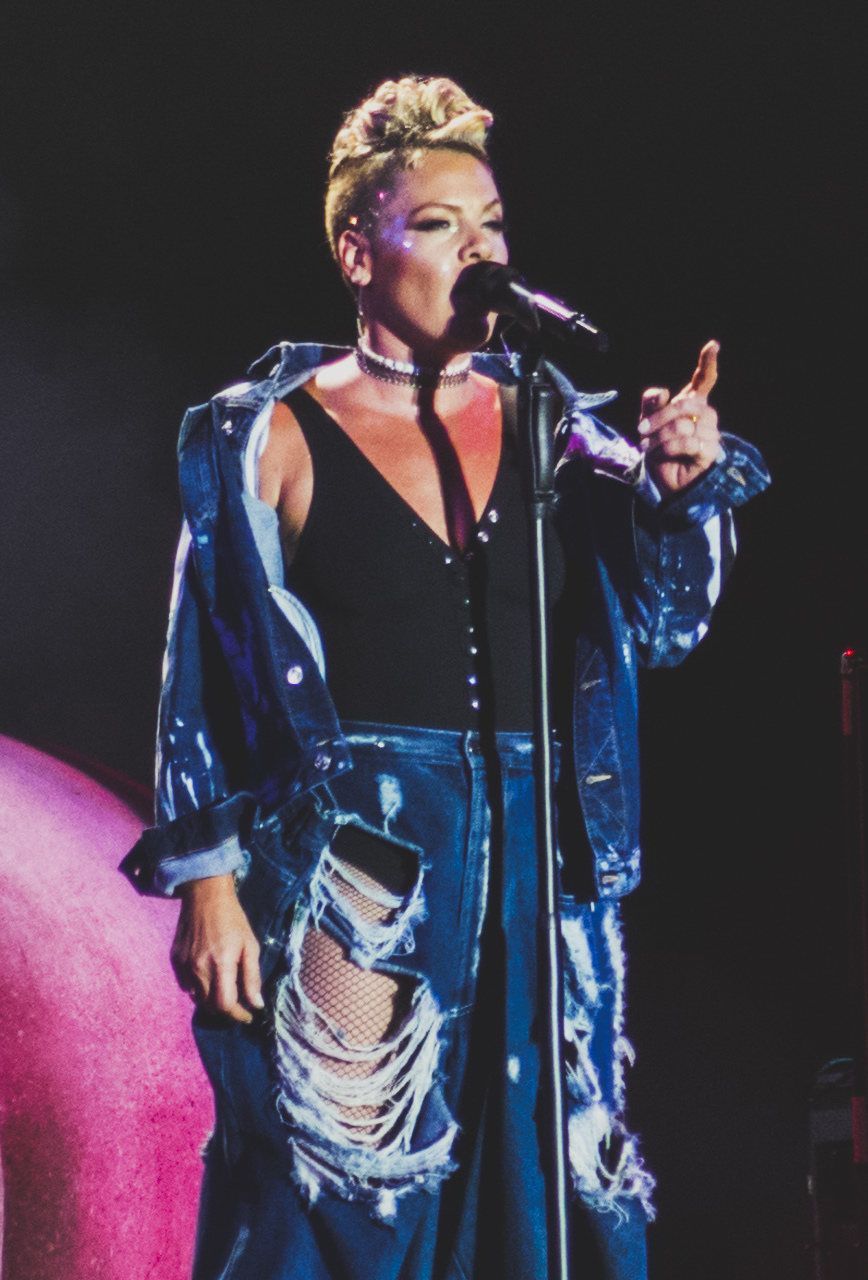
Pink en el Festival V en 2017.

En junio de 2017, Pink confirmó la realización de su séptimo álbum de estudio. El 17 de julio de 2017, anunció a través de su cuenta en Twitter la filmación del vídeo musical de su primer sencillo. «What About Us», el primer sencillo de su álbum Beautiful Trauma, fue lanzado el 10 de agosto de 2017 alcanzando el número uno en Australia. El álbum fue lanzado el 13 de octubre de 2017. El 27 de agosto de 2017, Pink recibió el Michael Jackson Video Vanguard Award en los MTV Video Music Awards. Además realizó una presentación con un medley de sus hits, incluyendo su nuevo sencillo, «What About Us», antes de recibir el galardón, el cual fue presentado por su amiga la presentadora Ellen DeGeneres. El sencillo alcanzó el puesto número uno en la lista Adult Pop Songs de Billboard, convirtiéndose en su noveno sencillo en lograr dicha posición, quedando empatada con la cantante Katy Perry como la artista femenina con más números uno en dicha lista.
El 5 de diciembre de 2017, el rapero Eminem reveló la colaboración «Need Me» junto a la cantante incluida en su noveno álbum de estudio titulado Revival.
A pesar de estar enferma, Pink interpretó el himno de los Estados Unidos antes del inicio del Super Bowl LII, un sueño que tuvo, desde niña, luego de ver a la cantante Whitney Houston interpretarlo en el Super Bowl XXV en 1991. El 1 de marzo de 2018, Pink dio comienzo a su séptima gira musical titulada Beautiful Trauma World Tour, la cual visitará América del Norte y Oceanía hasta el 8 de septiembre de 2018, finalmente el tour se extendió hasta mayo de 2019. El 6 de abril de 2018, participó de los álbum en honor a Elton John titulados Revamp & Restoration, interpretando la canción «Bennie and the Jets», junto a Elton John y el rapero Logic.
El 17 de abril de 2018, Pink encabezó la lista de las "100 personas más bellas" de 2018 de la revista People, la publicación agregó que Pink es una «intérprete, madre y modelo a seguir cuya honestidad, humor, confianza y poder como estrella hacen de ella una de las artistas más queridas y fascinantes del planeta». Al día siguiente, la revista reveló la portada, que presentó a Pink con sus dos hijos, Willow y Jameson. El tema de la revista fue llamado el "bello asunto". Portadas similares habían presentado a Julia Roberts y Jennifer Aniston.
El 23 de octubre de 2018 se lanzó a la venta la versión del tema «A Million Dreams» del álbum The Greatest Showman – Reimagined, que incluye otros artistas como Kelly Clarkson, Kesha, Jess Glynne y Missy Elliott. El 5 de febrero de 2019, Pink recibió su estrella en el Paseo de la fama de Hollywood; ella luego anunció el lanzamimento de su octavo álbum titulado Hurts 2B Human, proyectado a ser lanzado en abril de 2019. El primer sencillo del álbum «Walk Me Home» fue lanzado el 20 de febrero de 2019.
Al concluir su giral mundial Beautiful Trauma World Tour, Billboard reportó que la gira recaudó $397.3 millones de dólares con 3,088,647 boletos vendidos convirtiéndola en la décima gira con más recaudación en la historia de Billboard Boxscore además de convertirse en la segunda gira con mayor recaudación por parte de una artista femenina, solo por detrás de "Sticky & Sweet Tour" de Madonna ($408 millones). En Australia la cantante recaudó $80.4 millones y vendió 559,361 boletos en sus 42 conciertos brindados, sumando un total de $209.5 millones recaudados en su carrera, convirtiéndola en la segunda artista con mayor recaudación en dicho país, solo por detrás de The Rolling Stones ($241.7 millones). En Europa la gira recaudó $126.8 millones y 1,194,697 boletos vendidos. Con $716 millones recaudados y 7,206,475 boletos vendidos gracias a los 519 conciertos brindados en toda su carrera Pink se convirtió en una de los 20 artistas con mayor recaudación en la historia Billboard Boxscore.

### 2019-2023: Pausa musical,All I Know So FaryTrustfall
Pink confirmó al finalizar 2019 que tomaría una pausa musical para enfocarse en vida familiar durante el año 2020. El 16 de septiembre de 2020 se lanzó a la venta «One Too Many», colaboración con Keith Urban y tercer sencillo del álbum The Speed of Now Part 1 del cantante de música country.
El 12 de febrero de 2021, lanzó la canción «Cover Me in Sunshine», un dueto con su hija Willow Sage Hart. El 9 de abril de 2021, lanzó la canción "Anywhere Away from Here", un dueto con Rag'n'Bone Man. El 29 de abril, anunció un álbum en vivo, titulado «All I Know So Far», que fue lanzado el 21 de mayo. El álbum contiene versiones en vivo de canciones anteriores de Pink, incluyendo el sencillo, «Cover Me in Sunshine». El 7 de mayo, lanzó el sencillo principal del álbum: All I Know So Far sirviendo como título también, al álbum complementario de la película documental que cubre la vida de Pink del mismo nombre, que fue lanzado simultáneamente con el álbum.

## Legado

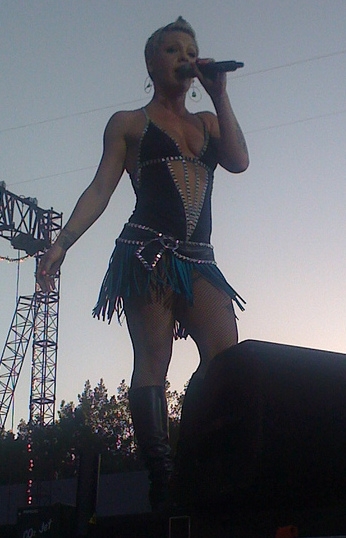
Pink presentándose en el Main Square Festival en 2010.

Pink ha recibido crédito por romper los límites y por mantenerlo a lo largo de su carrera. Ella es considerada como la "artista más pionera" de su generación pop. Robert Hilburn de Los Angeles Times dijo, «Pink defendió su música, rompió el molde de la industria de la música y marcó un gran éxito, desafiando a una escuela de cantantes adolescentes a encontrar sus propios sonidos también». Agregó, «[Pink] también comenzó una carrera entre otras estrellas del pop adolescente como Christina Aguilera para agregar contenido a su propio sonido». Ann Powers se refirió a ella como una "vocalista de gran potencia", afirmando que su mezcla de rebeldía, crudeza emocional, humor y ritmos de danza "infecciosos" crearon «un modelo para el enfoque mashup de las divas de los últimos días como Katy Perry, Kesha, e incluso Rihanna». Rob Sheffield de Rolling Stone comentó: «Creo que las personas responden a su sentido de independencia y dedicación. Inspira a la gente... Esta es una prolífica artista pop que a veces es famosa y exitosa, a veces oscura, y que sin embargo sigue haciendo su propio tipo de música».
James Montgomery de MTV la describió como «un artista pop fabulosamente valiente» quien puede «superar vocalmente a casi cualquiera por ahí. Ella puede superar la locura de Gaga y Lily. Ella es el paquete total de estrellas del pop, todo lo que desearías en un cantante / animador / ícono. Y aun así, ella permanece extrañamente fuera del radar. Tal es el precio de romper las fronteras». Entertainment Weekly dijo: «Ella esencialmente inventó toda la ola moderna de dominación de las divas del pop: Puedes dibujar una línea recta desde «Get This Party Started» hasta Katy Perry, Kesha, la pre-mesiánica Lady Gaga, y Rihanna». Glamour escribió: «Cuando Alecia Moore, nacida en Pensilvania, debutó en el 2000, el pop estaba dominado por rubias de larga estadía como Britney Spears, Christina Aguilera y Jessica Simpson. Pink cambió el juego. Sin ella, los últimos 13 años de música chick dura y de gran voz son difíciles de imaginar».
Luego de su presentación en los American Music Awards de 2012, LZ Granderson de CNN escribió: "... el mayor pecado de nuestra cultura bien puede ser el "jarabe" auto-tuned que hemos permitido que domine las listas pop. Los récords en las listas musicales de todos los tiempos se entregan a actos vacíos como el de Black Eyed Peas y se otorgan premios de canto a los pesos ligeros vocales como Taylor Swift [...] Pero gracias a Dios por Pink. [...] Mientras Christina Aguilera tiene una tendencia a sobrecantar, Britney Spears no puede cantar, y Lauryn Hill casi ha dejado de cantar, Pink ha logrado labrarse una brillante carrera de 13 años al ser algo increíblemente raro en estos días: un artista».
La cantante de soul británico Adele considera la actuación de Pink en el Brixton Academy de Londres como uno de «los momentos más decisivos» en su vida, diciendo «Fue el disco M!ssundaztood, así que tenía 13 o 14 años. Nunca había escuchado, estando en una habitación, que alguien cantara así en vivo. Recuerdo que me sentía como si estuviera en un túnel de viento, su voz me golpeaba. Era increíble».
VH1 la colocó en el décimo puesto en su lista de las 100 mejores mujeres en la música, mientras que Billboard le otorgó el premio a la mujer del año en 2013. Además fue considerada por Billboard como la decimotercera artista más influyente de la década 2000 y la artista más influyente en la lista de canciones pop de esa década. Gracias a su composición, en la 63.ª edición anual de Premios BMI Pop, recibió el premio BMI President por "sus logros sobresalientes en la composición de canciones" y el impacto global en la cultura pop y la industria del entretenimiento. En 2019, Pink recibió su estrella en el Paseo de la fama de Hollywood por su trayectoria en la industria musical.
El trabajo de Pink ha inspirado a muchos otros artistas incluyendo Demi Lovato, Kelly Clarkson, Taylor Swift, Katy Perry, Tegan and Sara, Ashley Tisdale, Alessia Cara, Victoria Justice, Adele, Julia Michaels, y Dua Lipa.

## Filantropía
P!nk está involucrada con muchas organizaciones benéficas, incluyendo "vert Phoenix", Human Rights Campaign, una campaña, Prince's Trust, New York Restoration Project, Carrera por la Fundación Cure, Save the Children, Take Back the Night, UNICEF y la Sociedad Mundial para la protección de los animales. En mayo de 2008 ella ha sido oficialmente reconocida como una defensora de la RSPCA en Australia. El 16 de febrero de 2009, Pink anunció que iba a donar 250.000 dólares a la Cruz Roja de Incendios Forestales para recursos y ayudar a las víctimas de los incendios forestales que azotaron el estado australiano de Victoria a principios de ese mes (un total de 173 personas murieron en los incendios, con cerca de 500 casas de heridos, y 4000 perdidos). P!nk dijo que quería hacer "una expresión tangible de apoyo".

### PETA
Contrariamente a la creencia popular, P!nk no es vegetariana totalmente ya que también come pescado (incluyendo la información que ella "ama" el sushi en una entrevista con Chris Moyles) y llama a sí misma una "piscitariana".
P!nk, es una destacada activista de PETA, que aporta su voz a causas como la protesta contra KFC. Ella envió una carta al príncipe Guillermo de Gales criticándolo por la caza del zorro, y una a la reina Isabel II en protesta por la utilización de pieles reales en la piel de oso de la Guardia del pie y la Compañía de Artillería. En relación con PETA, que criticó la industria de la lana de Australia sobre el uso de la práctica del mulesing. En enero de 2007, declaró que había sido engañada por PETA sobre mulesing y que ella no había hecho suficiente investigación antes de prestar su nombre a la campaña. Su campaña llevó a un concierto como cabeza de cartel en Cardiff, Gales, Reino Unido, en agosto de 2007; llamado PAW (Fiesta para los Animales en todo el mundo).

## Vida personal
P!nk comenzó una relación con el corredor profesional de motocross Carey Hart en los Juegos 2001 X en Filadelfia. Hart había sido previamente seleccionado en el vídeo musical «Just Like a Pill». En 2005, Pink le propone casamiento a Hart durante la Mammoth Lakes, carrera de motocross de California mediante un "¿Quieres casarte conmigo?" escrito en su tabla. En el otro lado estaba escrito "Es en serio". Se casaron en el complejo turístico Four Seasons en Costa Rica el 7 de enero de 2006.
Después de meses de especulación, P!nk anunció el 19 de febrero de 2008, que ella y Hart se habían separado. El vídeo de su tema «So What» (2008), en el que aparece Hart, se trata de su separación y el divorcio pendiente. Durante su separación, en agosto de 2008, P!nk acompañó a su exmarido cuando el hermano de Hart fallece debido a las lesiones sufridas en una competición de motocross. En marzo de 2009, Hart dijo que P!nk y él estaban "saliendo". Él también dijo que estaban tratando de resolver las cosas, diciendo: "A veces hay que tomar un par de pasos hacia atrás para seguir adelante". En abril de 2009, dijo que la pareja había ido a terapia de pareja y nunca se divorciaron. El 5 de febrero de 2010, confirmó que ella y su marido estaban de nuevo juntos. P!nk señaló que la separación le enseñó a no tratar de cambiar sino a trabajar en ellos mismos con el fin de salvar su matrimonio.
El día 17 de noviembre de 2010 P!nk confirma en el programa The Ellen DeGeneres Show su embarazo. Su hija, Willow Sage Hart, nació el 2 de junio de 2011. El 12 de noviembre de 2016 vuelve a confirmar que está embarazada a través de las redes sociales. El 26 de diciembre del mismo año anuncia mediante las redes sociales que su segundo hijo, Jameson Moon Hart, había nacido.
En 2010, ella apareció en la lista de Forbes "The Celebrity 100" en el puesto #27, con ganancias de $44 millones. En 2011, apareció nuevamente en la lista de Forbes, esta vez Top-Mujeres en la música con mayores ganancias en el puesto número #6 con $22 millones de ganancia, con aproximadamente $1 millón por concierto de su gira. En 2009, Billboard la colocó en el sexto puesto de la lista "Money Makers", con ganancias por $36,347,658. En 2013, apareció en la lista de Forbes' de los "músicos mejores pagados", con ganancias de $32 millones. En 2018, apareció en la lista de Forbes "Celebridades femeninas mejores pagadas", con $52 millones de ganancia.
En abril de 2020, reveló a través de su cuenta oficial de Instagram que ella y su hijo menor mostraron síntomas de COVID-19, los cuales fueron confirmados. Aprovechó para mandar un mensaje al gobierno actual de su país, debido a que las pruebas para detectar la enfermedad cuentan con precios muy elevados. Por esta razón indicó que realizaría donaciones a hospitales; al Fondo de Emergencia del Hospital de la Universidad del Temple, en honor a la labor que su madre ejercía en dicho lugar; y al Fondo de Crisis de Emergencia COVID-19 del alcalde de Los Ángeles.

## Discografía
Álbumes de estudio
- 2000: Can't Take Me Home
- 2001: M!ssundaztood
- 2003: Try This
- 2006: I'm Not Dead
- 2008: Funhouse
- 2012: The Truth About Love
- 2017: Beautiful Trauma
- 2019: Hurts 2B Human
- 2023: Trustfall

Con You+Me
- 2014: Rose ave.

## Giras
Principales
- 2002: Party Tour
- 2004: Try This Tour
- 2006-2007: I'm Not Dead Tour
- 2009-2010: Funhouse Tour
- 2013–2014: The Truth About Love Tour
- 2018–2019: Beautiful Trauma World Tour
- 2023-2024: Summer Carnival Tour

## Filmografía
| Películas | Películas                          | Películas            | Películas    |
| Año       | Filme                              | Papel                | Notas        |
| --------- | ---------------------------------- | -------------------- | ------------ |
| 2000      | Ski To The Max                     | Brena                |              |
| 2002      | Rollerball                         | Cantante de Rock     |              |
| 2003      | Charlie's Angels: Full Throttle    | Promotora del carbón |              |
| 2007      | Catacombs                          | Carolyn              |              |
| 2010      | Get Him to the Greek               | Ella misma           | Cameo        |
| 2011      | Happy Feet 2                       | Gloria               | Voz cantante |
| 2012      | Thanks for sharing                 | Dede                 |              |
| 2015      | Janis: Little Girl Blue            | Ella misma           | Documental   |
| 2015      | Popstar: Never Stop Never Stopping | Ella misma           | Cameo        |

| Año  | Programa                    | Papel      | Notas                                 |
| ---- | --------------------------- | ---------- | ------------------------------------- |
| 2009 | SpongeBob's Truth or Square | Ella misma | Episodio 123 y 124: "Truth or Square" |
| 2013 | Billy on the Street         | Ella misma | Episodio 10: "Billy in the air"       |
| 2018 | Shine On With Reese         | Ella misma | Episodio 3                            |
| 2021 | Pink: All I Know So Far     | Ella misma | Documental de Prime Video             |

## Premios y nominaciones
De acuerdo con Nielsen SoundScan, Pink ha vendido 16 millones de copias de sus grabaciones en los Estados Unidos. Mundialmente, Pink ha vendido más de 50 millones de álbumes y 75 millones de sencillos, convirtiéndola en una de las artistas con mayores ventas. Aunado a sus ventas, Pink ha ganado 3 Premios Grammy, 7 MTV Video Music Awards, 4 Billboard Music Awards, 5 nominaciones a los Premios American Music y 1 World Music Awards, entre otros.